# Yu-Gi-Oh! World Championship 2007
Yu-Gi-Oh! World Championship 2007 es un videojuego de cartas coleccionables basado tanto en el manga y anime Yu-Gi-Oh! como en su secuela Yu-Gi-Oh! GX. El videojuego ha sido desarrollado y publicado por Konami para Nintendo DS, llegando a los distintos mercados durante el primer semestre de 2007.

## Características
El juego permite a los jugadores construirse su propio Deck, organizar las cartas del mismo y jugar contra otros jugadores haciendo uso de la pantalla táctil y el stylus. En el juego se incluyen aproximadamente 1000 cartas diferentes y permite que los jugadores elijan el aspecto de sus personajes al comienzo de la partida, permitiendo además que el aspecto del personaje pueda cambiar según avanza la partida. Los jugadores también disponen de un Deck inicial al comienzo del juego. Dentro de una partida, los jugadores o Duelistas están valorados con rangos de nivel 1 a 6, siendo el rango 1 el de menor nivel y el más sencillo, el único inicialmente disponible al principio, y el rango 6 el último nivel y el más difícil. Los jugadores deben desbloquear el siguiente nivel batiendo a cada uno de los Duelistas cinco veces en el nivel previo, excepto para los niveles 5 y 6, los cuales están disponibles completando ciertas tareas u objetivos. Ganando Duelos, los jugadores reciben "Duelist Points" o DP. Estos DP pueden ser obtenidos batiéndose en Duelo con otros jugadores.
Reuniendo ciertos requerimientos, los jugadores pueden desbloquear nuevos packs (21 en total). Cuando el jugador dispone del 80% de las cartas en un pack, obtiene una lista de todas las cartas del pack. Los jugadores también pueden crear y recibir diferentes combinaciones de Decks, las cuales son listas de cartas del Deck.
Los jugadores también pueden entablar Duelos especiales y puzles. En "Limited Duel", los jugadores deben enfrentarse usando un Deck bajo limitaciones específicas, tal como tener únicamente Cartas de Monstruo de Nivel 4 en el Deck. En "Theme Duel", los ambos jugadores deben ganar un Duelo y tener completados ciertos objetivos, tal como Invocar 10 monstruos de Modo Normal durante el Duelo. En los puzles, los jugadores deben ganar un Duelo en un turno usando las cartas de su mano.
El juego cuenta con tutoriales de inicio para los jugadores nuevos, de manera que estos puedan aprender cómo jugar.
Yu-Gi-Oh! World championship 2007 cuenta también con la opción de conectarse a la conexión Wi-Fi de Nintendo. Según el récord de la partida del jugador, se le asignará un ranking mundial. Este es usado para ver quién es el mejor Duelista del mundo a través de la conexión Wi-Fi. Para ascender en este ranking, el jugador debe derrotar a otros jugadores en la conexión Wi-Fi de Nintendo. Además de jugar solo y contra otros jugadores, es posible usar la conexión Wi-Fi de Nintendo para visualizar los rankings y descargar material exclusivo tales como nuevas cartas, puzles, Duelistas fantasma y sets de reglas limitadas y/o prohibidas. Los Duelos con amigos también permiten utilizar el micrófono de la consola como medio de comunicación.